# Gnoma thomsoni
Gnoma thomsoni là một loài bọ cánh cứng trong họ Cerambycidae.